# Scelidocteus baccatus
Scelidocteus baccatus is een spinnensoort uit de familie Palpimanidae. De soort komt voor in Sao Tomé.